# Kelly Morgan
Kelly Anne Morgan, MBE (* 22. Mai 1975 in Pontypridd, verheiratete Kelly Aston) ist eine walisische Badmintonspielerin.

## Karriere
Kelly Morgan nahm 1996, 2000 und 2004 an Olympia teil. Als beste Platzierung erreichte sie dabei dreimal Rang neun im Dameneinzel. In ihrer Heimat Wales gewann sie zahlreiche nationale Titel. International war sie unter anderem in Norwegen, Mexiko, Peru, Frankreich, den Niederlanden und den USA erfolgreich. Bei der Europameisterschaft 1998 gewann sie Silber im Dameneinzel. 2018 wurde sie als erster und bisher einziger Badmintonspieler in die Welsh Sports Hall of Fame aufgenommen.

## Sportliche Erfolge
| Saison | Veranstaltung                             | Disziplin   | Platz | Name                             |
| ------ | ----------------------------------------- | ----------- | ----- | -------------------------------- |
| 1992   | Wales: Einzelmeisterschaften der Junioren | Dameneinzel | 1     | Kelly Morgan                     |
| 1992   | Wales: Einzelmeisterschaften der Junioren | Damendoppel | 1     | Kelly Morgan / Rachael Phipps    |
| 1992   | Wales: Einzelmeisterschaften              | Dameneinzel | 1     | Kelly Morgan                     |
| 1992   | Wales: Einzelmeisterschaften              | Damendoppel | 1     | Kelly Morgan / Rachael Phipps    |
| 1993   | Wales: Einzelmeisterschaften              | Dameneinzel | 1     | Kelly Morgan                     |
| 1994   | Wales: Einzelmeisterschaften              | Damendoppel | 1     | Kelly Morgan / Rachael Phipps    |
| 1994   | Wales: Einzelmeisterschaften              | Dameneinzel | 1     | Kelly Morgan                     |
| 1995   | Wales: Einzelmeisterschaften              | Damendoppel | 1     | Kelly Morgan / Rachael Phipps    |
| 1995   | Wales: Einzelmeisterschaften              | Dameneinzel | 1     | Kelly Morgan                     |
| 1996   | Olympia                                   | Dameneinzel | 9     | Kelly Morgan                     |
| 1996   | Finnish International                     | Damendoppel | 1     | Kelly Morgan / Joanne Muggeridge |
| 1996   | Finnish International                     | Dameneinzel | 2     | Kelly Morgan                     |
| 1996   | Norwegian International                   | Dameneinzel | 1     | Kelly Morgan                     |
| 1996   | Wales: Einzelmeisterschaften              | Damendoppel | 1     | Kelly Morgan / Rachael Phipps    |
| 1996   | Wales: Einzelmeisterschaften              | Dameneinzel | 1     | Kelly Morgan                     |
| 1996   | Wales: Einzelmeisterschaften              | Mixed       | 1     | Richard Vaughan / Kelly Morgan   |
| 1996   | Welsh International                       | Dameneinzel | 1     | Kelly Morgan                     |
| 1997   | French Open                               | Dameneinzel | 1     | Kelly Morgan                     |
| 1997   | Dutch Open                                | Damendoppel | 1     | Pernille Harder / Kelly Morgan   |
| 1997   | Wales: Einzelmeisterschaften              | Mixed       | 1     | Richard Vaughan / Kelly Morgan   |
| 1997   | Wales: Einzelmeisterschaften              | Damendoppel | 1     | Kelly Morgan / Rachael Phipps    |
| 1997   | Wales: Einzelmeisterschaften              | Dameneinzel | 1     | Kelly Morgan                     |
| 1998   | Commonwealth Games                        | Dameneinzel | 1     | Kelly Morgan                     |
| 1998   | Europameisterschaft                       | Dameneinzel | 2     | Kelly Morgan                     |
| 1998   | Wales: Einzelmeisterschaften              | Dameneinzel | 1     | Kelly Morgan                     |
| 1999   | Wales: Einzelmeisterschaften              | Dameneinzel | 1     | Kelly Morgan                     |
| 1999   | Wales: Einzelmeisterschaften              | Mixed       | 1     | Richard Vaughan / Kelly Morgan   |
| 1999   | Wales: Einzelmeisterschaften              | Damendoppel | 1     | Kelly Morgan / Rachele Edwards   |
| 2000   | Indonesian Open                           | Dameneinzel | 3     | Kelly Morgan                     |
| 2000   | Wales: Einzelmeisterschaften              | Dameneinzel | 1     | Kelly Morgan                     |
| 2000   | Wales: Einzelmeisterschaften              | Mixed       | 1     | Richard Vaughan / Kelly Morgan   |
| 2000   | Europameisterschaft                       | Dameneinzel | 3     | Kelly Morgan                     |
| 2000   | Taiwan Open                               | Dameneinzel | 5     | Kelly Morgan                     |
| 2000   | Olympia                                   | Dameneinzel | 9     | Kelly Morgan                     |
| 2001   | Wales: Einzelmeisterschaften              | Dameneinzel | 1     | Kelly Morgan                     |
| 2002   | Wales: Einzelmeisterschaften              | Dameneinzel | 1     | Kelly Morgan                     |
| 2002   | Mexico International                      | Dameneinzel | 1     | Kelly Morgan                     |
| 2003   | US Open                                   | Dameneinzel | 1     | Kelly Morgan                     |
| 2003   | Peru International                        | Dameneinzel | 1     | Kelly Morgan                     |
| 2003   | Wales: Einzelmeisterschaften              | Dameneinzel | 1     | Kelly Morgan                     |
| 2004   | Olympia                                   | Dameneinzel | 9     | Kelly Morgan                     |
| 2004   | Welsh International                       | Mixed       | 1     | Matthew Hughes / Kelly Morgan    |
| 2004   | Wales: Einzelmeisterschaften              | Dameneinzel | 1     | Kelly Morgan                     |